# Rasmus Videbæk
Rasmus Videbæk (* 21. Februar 1973 in Kopenhagen) ist ein dänischer Kameramann.

## Leben
Rasmus Videbæk besuchte das Nørre Gymnasium in Kopenhagen. Anschließend besuchte er mit der Idee Regisseur zu werden das European Film College in Ebeltoft, bevor er erfolgreich 1999 sein Studium an der Den Danske Filmskole abschloss. Bevor er 2003 mit Alt, neu, geliehen und blau und Nói Albínói als Kameramann für einen Langspielfilm debütierte, drehte er ausschließlich Kurzfilme.
Seitdem konnte er sich als Kameramann etablieren. Seine Arbeiten wurde für mehrere nationale wie internationale Filmpreise, darunter der norwegischen Amanda, dem dänischen Robert und der isländischen Edda nominiert und ausgezeichnet. Für seine Kameraarbeit an dem von Hans Petter Moland inszenierten Drama Pferde stehlen wurde er bei der Berlinale 2019 mit dem Silbernen Bären für Herausragende künstlerische Leistung ausgezeichnet.
Insbesondere mit dem dänischen Regisseur Nikolaj Arcel verbindet Videbæk eine langjährige Zusammenarbeit. So war er der Kameramann für dessen Regiearbeiten an Insel der verlorenen Seelen, Die Wahrheit über Männer und auch dessen in Hollywood produzierter Der Dunkle Turm.

## Filmografie (Auswahl)
- 2003: Alt, neu, geliehen und blau (Se til venstre, der er en svensker)
- 2003: Nói Albínói
- 2004: King’s Game (Kongekabale)
- 2005: Todeshochzeit (Mørke)
- 2007: Insel der verlorenen Seelen (De fortabte sjæles ø)
- 2009: Ein gutes Herz (The Good Heart)
- 2010: Die Wahrheit über Männer (Sandheden om mænd)
- 2012: Die Königin und der Leibarzt (En kongelig affære)
- 2014: Speed Walking (Kapgang)
- 2015: Virgin Mountain (Fúsi)
- 2015: Blackway – Auf dem Pfad der Rache (Blackway)
- 2017: Der Dunkle Turm (The Dark Tower)
- 2018: Operation: 12 Strong (12 Strong)
- 2019: Pferde stehlen (Ut og stjæle hester)
- 2021: Die Königin des Nordens (Margrete den første)
- 2022: Rose – Eine unvergessliche Reise nach Paris (Rose)
- 2023: King’s Land (Bastarden)